# Kasteel van Excideuil
Het Kasteel van Excideuil (Frans: Château d'Excideuil) is een kasteel in de Franse gemeente Excideuil. Het kasteel is een beschermd historisch monument sinds 1927.